# 넷사랑컴퓨터
넷사랑컴퓨터는 대한민국의 컴퓨터용 소프트웨어 벤처 회사이다. 1997년부터 PC-to-Unix, PC-to-Linux 연결 솔루션인 PC X server, TELNET 및 SSH 클라이언트, FTP 클라이언트, 네트워크 프린터 서버 등을 개발하였다.

## 제품
- Xmanager Power Suite
  - Xmanager - Windows용 X Server, RDP Client
  - Xshell - SSH, TELNET, RLOGIN 클라이언트
  - Xftp - FTP, SFTP 클라이언트
  - Xlpd - LPD 서버, 프린트 관리

## 연혁
- 2008년 7월 미국 캘리포니아주 새너제이에 해외법인을 설립하였다.
- 2008년 6월 이후 Xshell, Xftp는 가정 및 학교 내 사용자에게 무료로 배포중이다.
- 2010년 5월 16일, Xmanager 4, Xshell 4, Xftp 4, Xlpd 4, Xmanager Enterprise 4를 출시하였다.
- 2014년 11월 11일, Xmanager 5, Xshell 5, Xftp 5, Xlpd 5, Xmanager Enterprise 5를 출시하였다.
- 2016년 4월 8일, 넷사랑컴퓨터 공식 블로그를 오픈하였다.
- 2018년 4월 24일, Xmanager 6, Xshell 6, Xftp 6, Xlpd 6, Xmanager Power Suite 6의 정식 버전을 출시하였다.
- 2019년 1월 11일, 넷사랑컴퓨터 홈페이지를 갱신하였다.
- 2020년 11월 16일, Xmanager 7, Xshell 7, Xftp 7, Xlpd 7, Xmanager Power Suite 7의 정식 버전을 출시하였다.